# Nagykörút

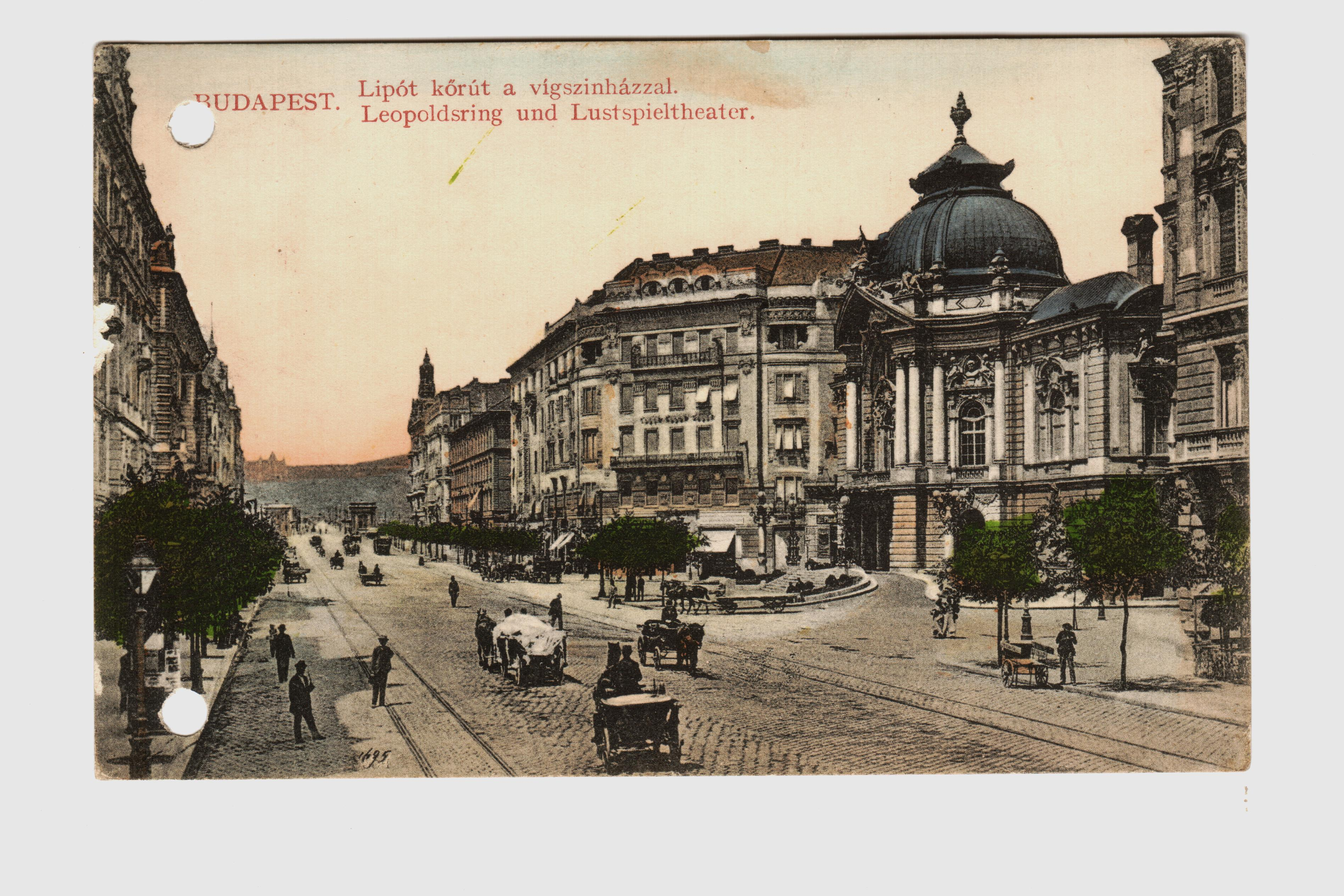
A Szent István (akkor Lipót) körút, 1911-ben

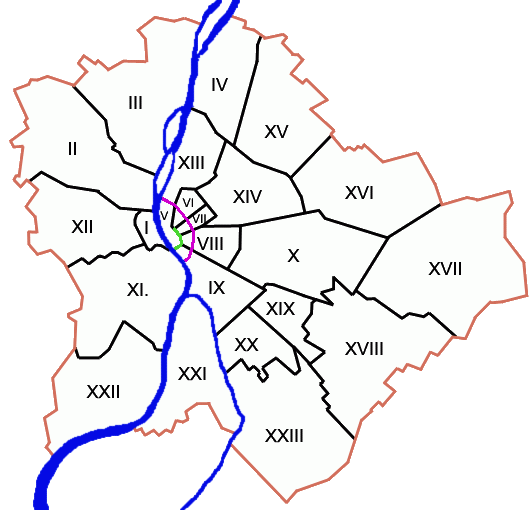
A Kis- (zöld) és a Nagykörút (lila)

A Nagykörút Budapest belvárosának egyik legfontosabb útvonala, amelynek pesti szakasza, a Duna egyik természetes mellékágának folyómedre mentén épült ki, így az útvonalnak – a mai értelemben vett – tervezője nincs. Keresztülhalad a belső kerületeken, Újlipótváros déli és Lipótváros északi határán, Terézvároson, Erzsébetvároson, Józsefvároson, valamint Ferencvároson. Az útvonal egyes szakaszai ezekről a városrészekről, illetve a Habsburg-család egyes tagjairól kapták nevüket. A legészakibb Szent István körúti szakasz korábban Habsburg Lipót császár nevét viselte. Az útszakaszból a Teréz körutat és az Erzsébet körutat a szocialista időszakban – 1950 és 1990 között – Lenin körútnak hívták. Az útvonal további részeinek elnevezése dél felé haladva: József körút és Ferenc körút. A „Nagykörút” a „Kiskörúthoz” hasonlóan nem hivatalos, csak informális elnevezése a főútnak.
A Nagykörút hagyományosan a Margit híd pesti hídfőjétől a Petőfi híd pesti hídfőjéig tart (tehát egy félkörívet alkot), szélessége mindvégig közel 38 méter, hossza 4141 méter. Az útvonalat az 1896-os millenniumi ünnepségek idején, 1896. augusztus 31-én nyitották meg, miután a Közmunkatanács átadta a Fővárosnak.
Az elnevezés tágabb értelemben alkalmazható a Margit körúttal, Alkotás utcával, illetve a Villányi úttal és a Karinthy Frigyes úttal kiegészített, Budát is érintő teljes körre is.
A Nagykörút a Sugárút (majd Andrássy út) kiépítése után a 19. század második legnagyobb városépítési alkotása volt Budapesten, ma is nélkülözhetetlen funkciót betöltve a városszerkezetben. Alatta húzódik Budapest főgyűjtőcsatornája. A Nagykörúton 1887-ben a Nyugati tér és a Király utca között indult el az első villamosjárat. Ma a körút közepén a 4-es és a 6-os villamosok közlekednek. Európa legforgalmasabb villamosvonal-párosa: munkanapokon csúcsidőben a két vonalon 2014-ben átlagosan 220 ezer, 2021-ben pedig napi 330-350 ezer fő utazott.

## A körút számokban

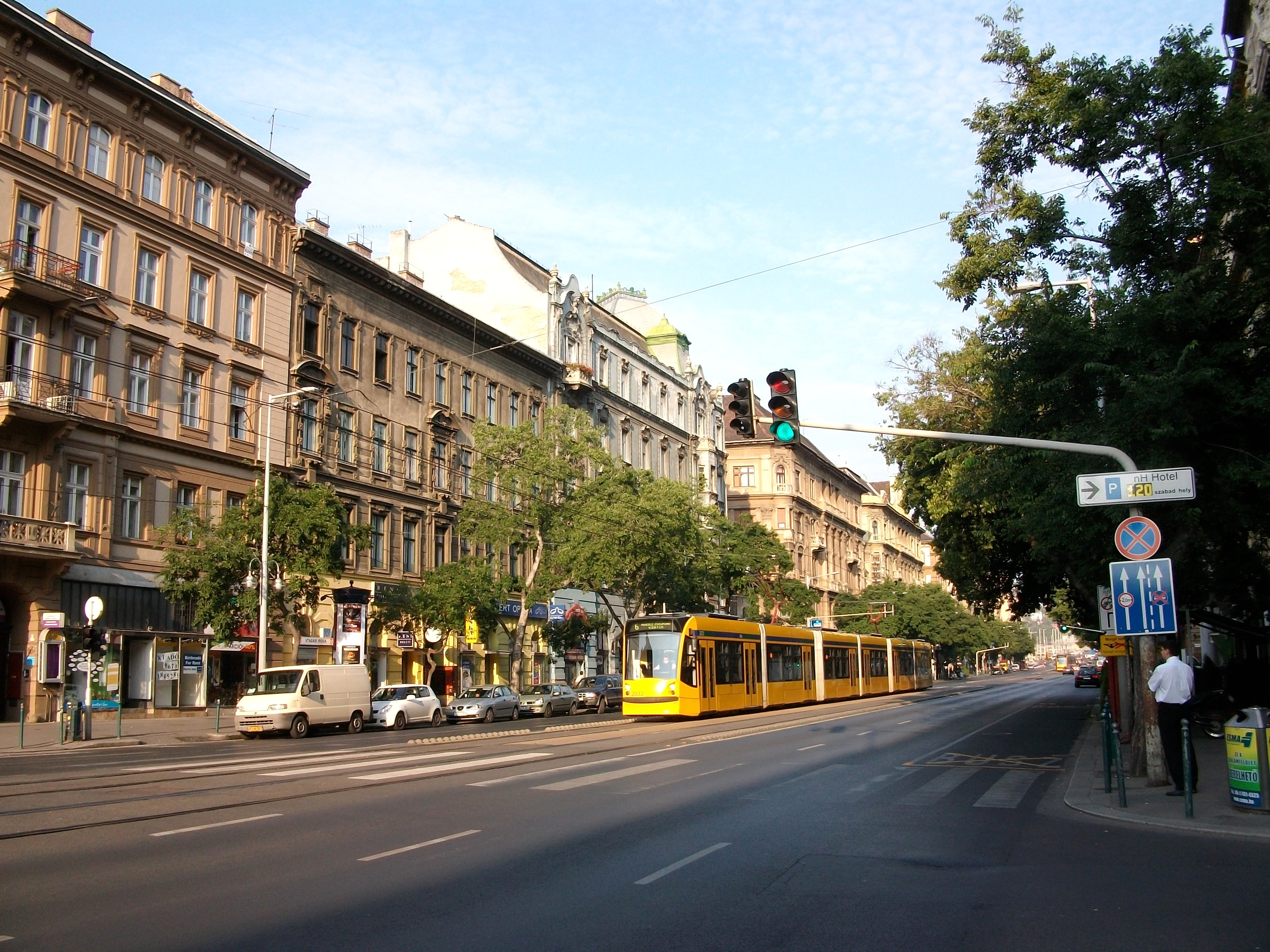
A Szent István körút

A Nagykörút teljes hossza a Margit hídtól a Petőfi hídig 4141 méter. Számozásának iránya, a páros-páratlan oldalak váltakoznak. Egyes részeinek hossza és számozása az alábbi módon alakul:
- Szent István körút: 553 m, Jászai Mari tér – Nyugati tér:
1–29. (Balassi B. u. > Bajcsy-Zs. út), 2–30. (Pozsonyi u. > Váci út.)
- Teréz körút: 1054 m, Nyugati tér – Király u.:
57–1. (Nyugati pu. < Andrássy út), 62–2. (Jókai u. < Andrássy út)
- Erzsébet körút: 764 m, Király u. – Blaha Lujza tér:
53–1. (Városliget felőli, külső oldal), 58–2. (Duna felőli, belső oldal)
- József körút: 1223 m, Blaha Lujza tér – Üllői út:
3[3]–87. (Duna felőli, belső oldal), 2–86. (Rákóczi tér felőli, külső oldal)
- Ferenc körút: 556 m, Üllői út – Boráros tér:
45–1. (Üllői út < Soroksári út), 58–2. (Angyal István park < Ráday utca)

A Nagykörút szélessége teljes hosszában 37,92 méter, így felülete 157 027 m2. Mérete a mindössze 124 944 m2 területű Városmajorral összehasonlítva könnyen érzékeltethető.
A körút tengerszint feletti legmagasabb pontja a Nyugati pályaudvar előtt van, 106,09 méterrel a tenger szintje felett. (A Duna normál szintjéhez viszonyítva 10,69 méter magasan.) Ettől a ponttól az út nyomvonala mindkét híd irányába egyaránt lejt, a József körút közepe táján 104,16 méter, míg a legalacsonyabb pontját a Boráros térnél elérve, 103,33 méteres tengerszint feletti magasságon. A 2,76 méteres terepkülönbséget – ekkora távolságban – az emberi szem nem érzékeli. A magassági viszonyok a körút alatt húzódó főgyűjtőcsatorna esését megfelelően tudják tehát biztosítani.
A házszámozás a Nagykörút két vége, vagyis a Duna felől, illetve középen a Blaha Lujza tértől növekvő irányú. A Nyugati térnél és az Üllői útnál megfordul, tehát innen a számok csökkennek. Az irány megváltozásával a páros-páratlan oldalak is felcserélődnek, vagyis a Szent István krt., József krt. külső oldala páros, míg a Teréz krt., Erzsébet krt., Ferenc krt. belső, Kiskörút felőli oldala.

## A körút részeinek elnevezése
A Nagykörút egyes részei tradicionálisan az érintett kerületekről kapták nevüket, azokat pedig a Habsburg-család egyes tagjairól nevezték el. A körút szakaszainak nevei, elnevezésüktől napjainkig:
| 1870–1937 | Lipót körút        |
| 1937–     | Szent István körút |

| 1882–1950 | Teréz körút |
| 1950–1990 | Lenin körút |
| 1990–     | Teréz körút |

| 1875–1950 | Erzsébet körút |
| 1950–1990 | Lenin körút    |
| 1990–     | Erzsébet körút |

| 1875– | József körút |

| 1875– | Ferenc körút |

## A körút kiépülése

### A körút kialakításának előzményei

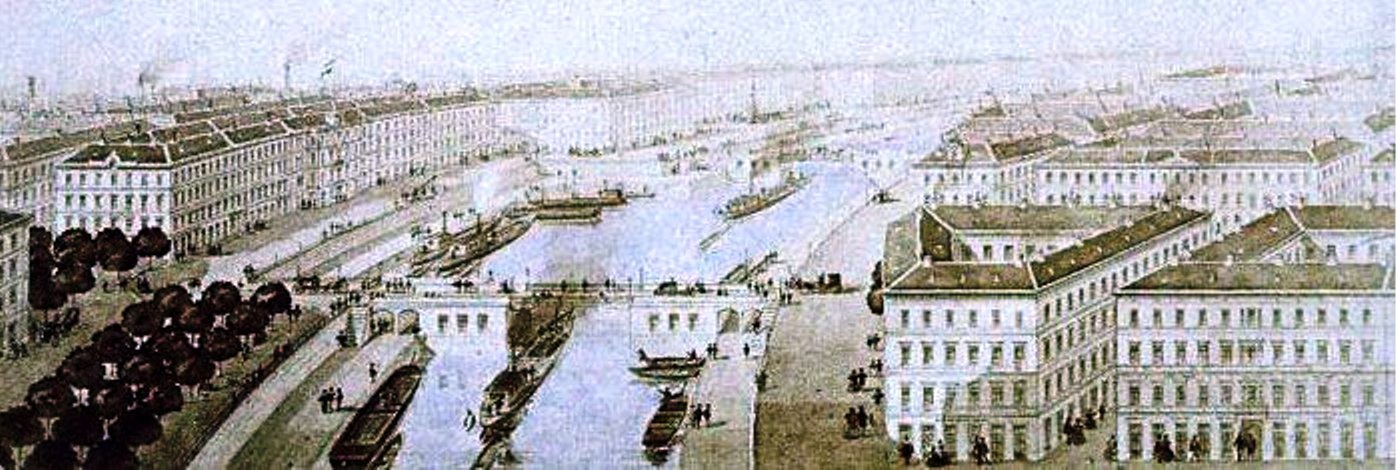
A Reitter-csatorna terve

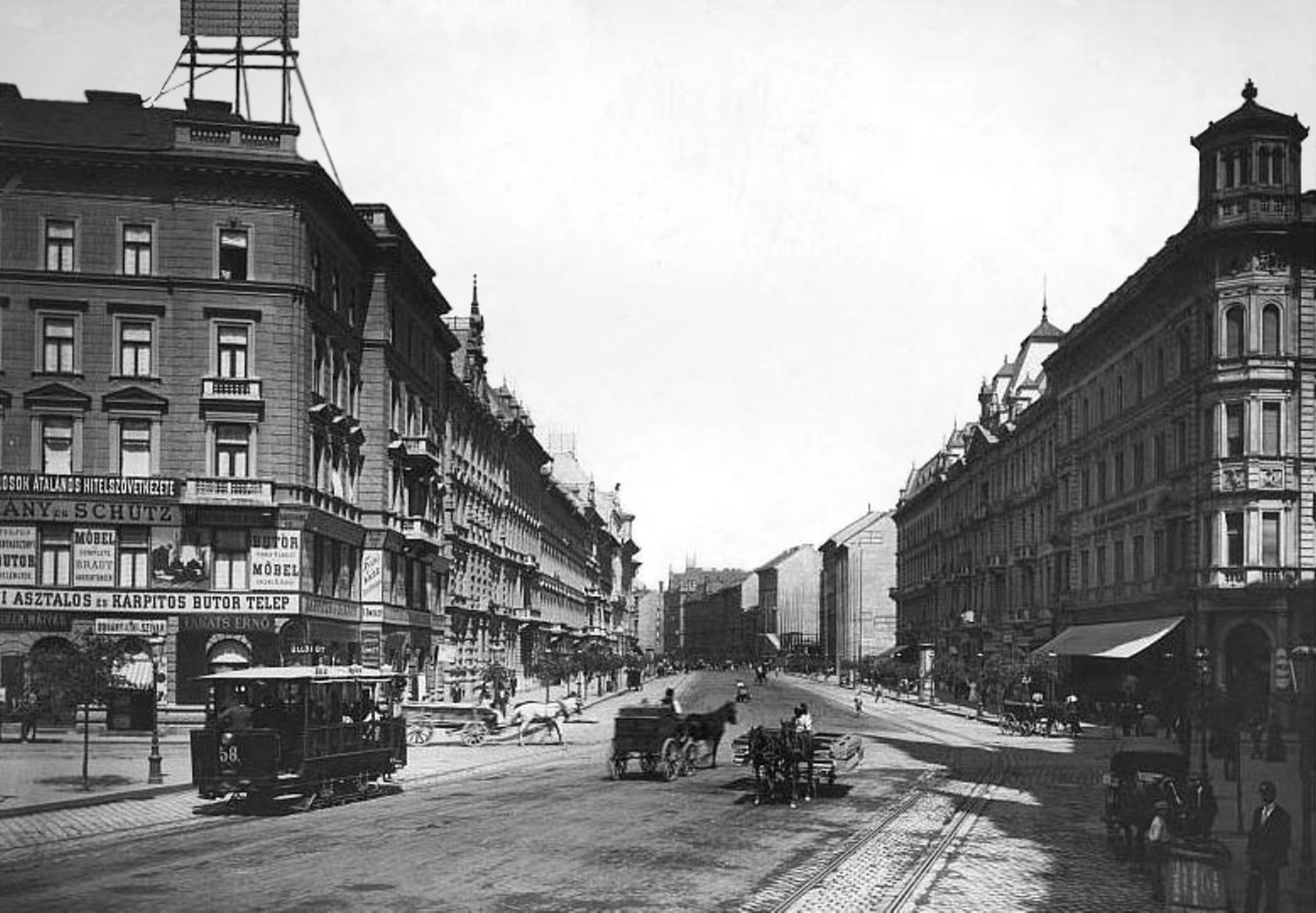
Nagykörút az Erzsébet körút–Dohány utca kereszteződésénél 1894-ben (Fővárosi Szabó Ervin Könyvtár Budapest Gyűjtemény)

A három város, Buda, Pest, és Óbuda 1873-as egyesítése után a főváros mind területében, mind népességében rohamosan gyarapodott. A fejlődést a sugárirányú utak (Váci út, Király utca, Kerepesi út, Üllői út) szabták meg a sík pesti oldalon. Az így kialakuló, rendezetlen új külvárosok a belső városmag irányába megfelelő kapcsolattal rendelkeztek, egymás közötti közlekedési lehetőségeik a szűk utcák miatt nehézkesek voltak. 

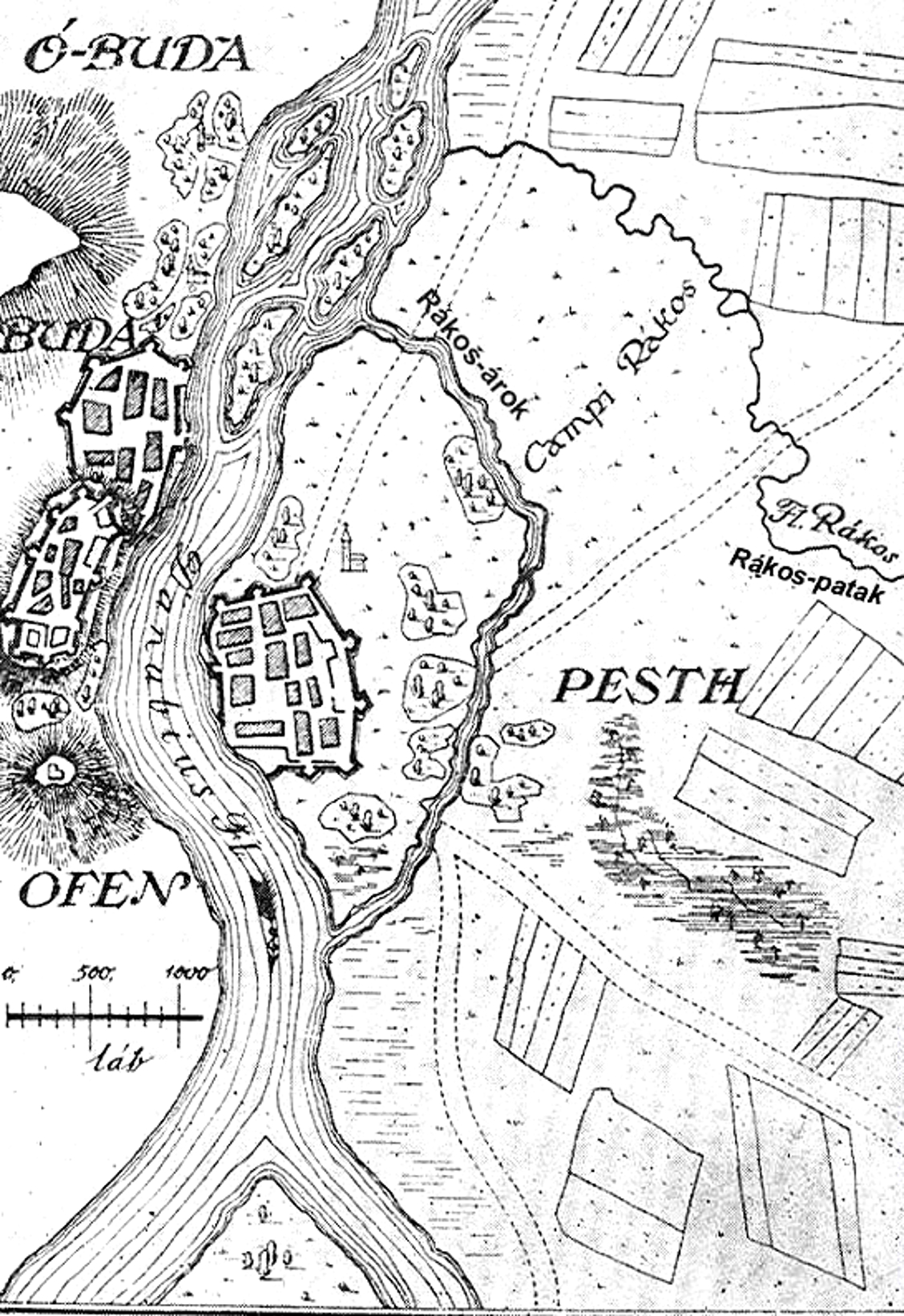
Mikoviny Sámuel térképe 1737-ből, a Duna Pestet körülfolyó fattyúágát, a Rákos-árkot fokozatosan feltöltötték, a nyomvonalával közel párhuzamosan kiépült közterületet ma Nagykörútnak nevezik. A rendelkezésre álló korabeli térképek 1761–1764 közé teszik a Duna-meder lezárását

A Fővárosi Közmunkák Tanácsa már első évi jelentésében, 1868-ban kifejtette a helyzet javítását szolgáló elképzeléseit:
„A város zöme minden összefüggés nélkül szórványosan csak itt-ott mutatja az emelkedésnek némi jelét s nagyrészt elavult házakkal van megrakva. A fejlődésnek csakis azáltal lehet okszerűbb irányt adni, ha a város területének közepén egy szép, tágas s az egész városon keresztbe átvonuló út nyittatik, mely által egyrészt felébresztetik a kedv annak mentén díszesebben építkezni, másrészt ez az út, mintegy határvonalat képezvén, legalább a városnak ezen belül eső részében célszerűbb tömörülést fog előidézni.”
A leendő útvonal nyomvonalát a természeti adottságok határozták meg. Az egykor itt folyó Duna-ágnak köszönhetően az útvonalat a mélyebben fekvő területeken vezették végig, ezáltal biztosítva a város terveiben szereplő, gravitációs elven működő főgyűjtőcsatorna kiépítésének lehetőségét is a körút alatt.
Az első, Reitter Ferenctől, a Közmunkatanács első főmérnökétől származó műszaki terv a mélyfekvésű területeket hajózható csatornával szerette volna összekötni, felélesztve az egykori folyóágat. A csatorna 8 láb mély, 120 láb széles lett volna, északi és déli végén egyaránt zsilipkapukkal elválasztva a Dunától. Reitter szerint az építés költségei 11 125 155 forintot tettek volna ki. A csatorna megvalósítására létrejött a Pesti Dunacsatorna-társaság, majd 1868-ban Mention Alphons és üzlettársai lefoglalták maguknak az előmunkálatok jogát, vállalva, hogy négy év alatt kiépítik a legnagyobb dunai hajókkal is hajózható ágat, 12 híddal és 48 rakodóhellyel. A csatorna partjaira látványos palotasorokat terveztek.
A csatorna végül pénzügyi okok miatt nem valósult meg, a helyén futó közúti nyomvonal azonban véglegesen bekerült a városrendezési tervekbe. 1871-ben a kormány a Nagykörút építéséről törvényjavaslatot terjesztett elő, melyet a (nagyrészt) vidéki képviselők ellenkezése dacára elfogadtak. Az 1871. évi XLII. törvénycikk a Fővárosi Közmunkák Tanácsa részére az útvonal kialakítására 1 800 000 koronát, a körúton építkezőknek pedig 15 éves adómentességet biztosított.

### A körút nyomvonalának kijelölése

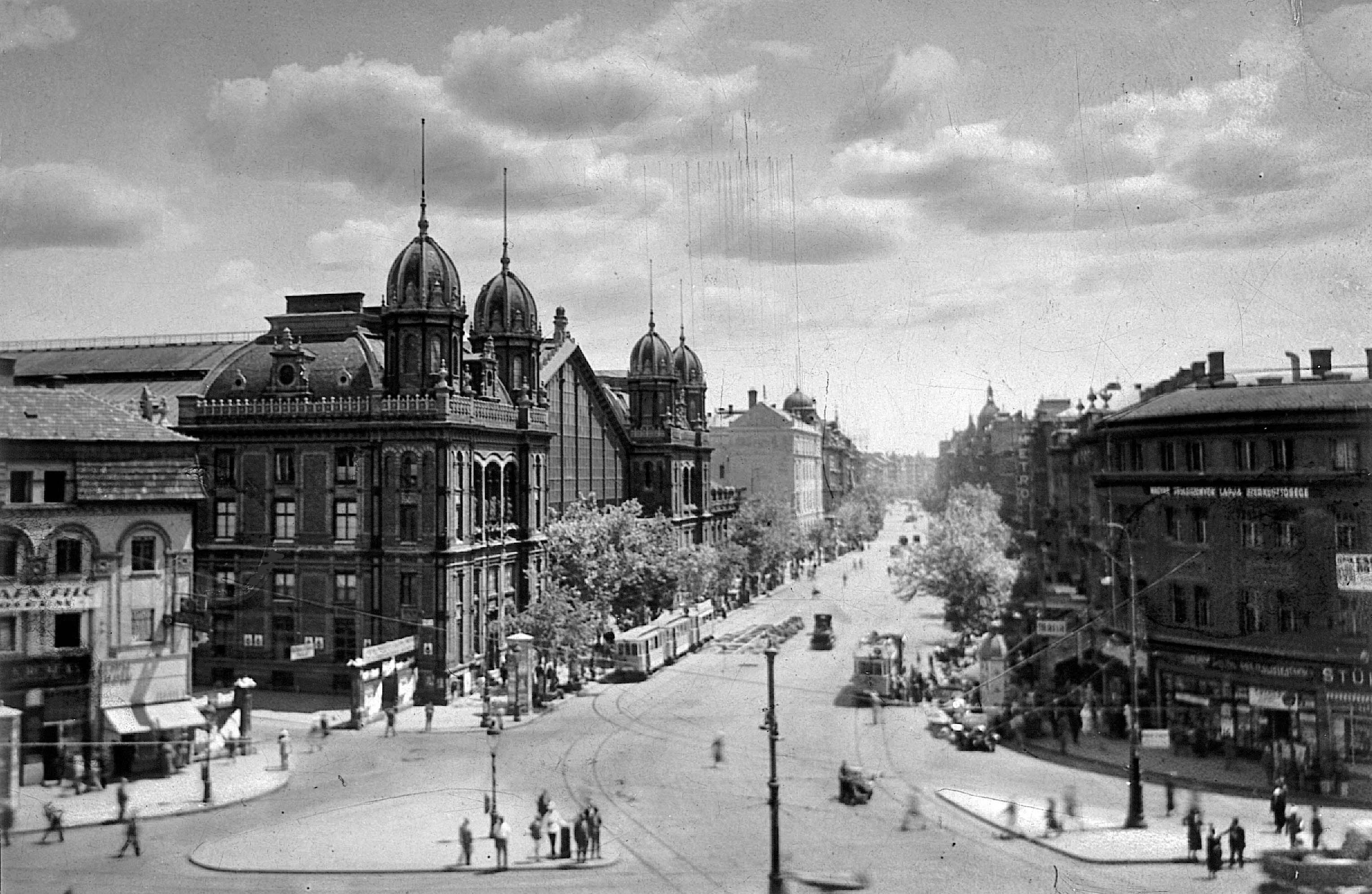
Nyugati pályaudvar és a Nagykörút (1935)

A Nagykörút Margit hídtól kiinduló északi szakasza a Fegyvergyár utca tengelyét vette alapul. A környék akkoriban ipari létesítményekkel volt beépítve, lakóházat csak elvétve lehetett találni. Közbiztonsági szempontból az egyik leghírhedtebb környéke volt a fővárosnak, így a városrendezés ennek megoldására is lehetőséget teremtett. A mai Nyugati téren a leendő körúti nyomvonal keresztülvágta a Pest indóház, a mai Nyugati pályaudvar elődjeként szolgáló pályaudvar csarnokát, amelynek homlokzata a mai Jókai utca vonalában volt. Az új útvonalhoz, valamint a vasúti forgalom megnövekedéséhez igazodva készült el a mai Nyugati pályaudvar 1874–77 között.
A Nyugati pályaudvar és az Andrássy út között a körút nyomvonala javarészt beépítetlen telkeket vágott át, a Király utca és az Üllői út között azonban jelentős bontásokkal járt az új nyomvonal kiépítése. Az érintett szűk, rendezetlen utcákban a lakóházak földszintesek voltak, elvétve akadt csak emeletes ház az istállókkal, műhelyekkel tarkított környezetben. A Nagykörút kiépítése a kapcsolódó mellékúthálózat épületállományára is kihatott, az emeletszámok megnőttek, kialakítva a ma is jellemző, sűrűn beépített városképet.
Az Üllői út és a Boráros tér között a körút nyomvonala a meglévő Malom utcához igazodott. Az Üllői út és a Malom utca sarkán ma is álló Mária Terézia laktanya bontása nem történhetett meg, így a szabályozási vonal ehhez, a Malom utca déli oldalához igazodott.
A Nagykörút létesítése során 251 épületet kellett elbontani, ezek 70%-a földszintes, 20%-a egyemeletes, 10%-a pedig kétemeletes volt. Összesen 507 078 légköbméternyi épület került elbontásra.

### Az építkezések első szakasza: 1872–1883
A Nagykörút kiépítése mögött, a Sugár úttal szemben, nem állt tőkeerős bankcsoport. Ennek következményeként, bár a körút nyomvonalát törvényben rögzítették, sem az államnak, sem a fővárosnak nem volt pénze az útvonalat kisajátítani, középületeket felhúzni az új útvonalon. Mindezt az 1873-ban kezdődött pénzügyi válság tovább fokozta, így az új úton építkezés alig történt, 12 év alatt mindössze 23 épület jött létre, köztük a Nyugati pályaudvar, és a későbbi Blaha Lujza téren állt, később lebontott Népszínház. A Közmunkatanács ezekben az években csupán arra törekedett, hogy a körút szabályozott nyomvonalán újabb építkezést ne engedjen.
Az időszak egyes éveiben az építkezések a következőképp alakultak:
| 1872 | 1873 | 1874 | 1875 | 1876 | 1877 | 1878 | 1879 | 1880 | 1881 | 1882 | 1883 |
| 3    | 2    | 4    | 3    | 1    | 2    | -    | 2    | -    | -    | 2    | 4    |

A gazdasági válság megszűntével, 1879 után, az Andrássy úti építkezések ismét pezsegni kezdtek, a Nagykörúton azonban szinte leálltak. A helyzetet jól jellemzi, hogy 1880-ban és ’81-ben egy új ház sem épült a körgyűrűn. A vizsgálatok kimutatták, hogy az építkezést csak megfelelő adókedvezményekkel lehet feléleszteni, biztosítva az építtetők érdeklődését. Ennek megalapozására jött létre az 1884. évi XVIII. törvénycikk, megnyitva a Nagykörút építésének következő időszakát.

### Első építési főidőszak: 1884–1890
Az időszakban a kezdeti nehézségek után évente közel 20 ház épült a körúton, majdnem annyi, mint amennyi az első építési időszak teljes 12 éve alatt. Az építkezések elősegítését biztosító törvény elfogadása utáni hét évben 106 ház épült a körúton. Szinte teljesen kiépült a Váci út és a Király utca közötti szakasz, de számos új ház emelkedett az Erzsébet és József körúton is. Az időszak utolsó esztendejében pedig már épült a mai Blaha Lujza téren a Hauszmann Alajos tervezte Technológiai Iparmúzeum is.
Az időszak egyes éveiben az építkezések a következőképp alakultak:
| 1884 | 1885 | 1886 | 1887 | 1888 | 1889 | 1890 |
| 5    | 8    | 18   | 19   | 13   | 20   | 23   |

Az adókedvezményekből fakadóan a körúti építkezések nyomán túlkínálat alakult ki a lakáspiacon, a nagykörúti, a környéken szokásosnál drágább bérletű lakások egy része kiadatlan maradt, megfelelő tőkeerős bérlőréteg hiányában. Ez a túlkínálat vezetett el oda, hogy az első építési főidőszakban tapasztalt, az adókedvezményeket kihasználni szándékozó ingatlanspekulációs törekvések eltűntek a későbbiekben.

### Második építési főidőszak: 1891–1896
A második építési főidőszakot elsősorban az a törekvés jellemezte, hogy a Nagykörút kiépítése 1896-ra, a millenniumi ünnepségekre elkészüljön. Ennek megfelelően az időszak 6 éve alatt 85 ház épült, elsősorban a Király utca és az Üllői út között, de építkezések folytak a Lipót körúton is, ahol 1891-ig mindössze 6 új épület épült, valamint a Ferenc körút (az egykori Malom utca) kiszélesített, szabályozott oldalán. A körút fontosabb épületei közül ekkor épült meg a Vígszínház, a Royal Szálló, valamint a körút egyik legjellegzetesebb épülete, a New York-palota is.
A gyors kiépülésnek köszönhetően a tervek megvalósultak, a Közmunkatanács 1896. augusztus 31-én a Nagykörutat átadhatta.
Az építési korszak egyes éveiben a megvalósult házak száma a következőképpen alakult:
| 1891 | 1892 | 1893 | 1894 | 1895 | 1896 |
| 24   | 16   | 10   | 21   | 9    | 5    |

Az időszak végére, az átadás időpontjára a Nagykörút majdnem teljesen kiépült, csupán a két végponton, a Lipót és Ferenc körúton állt még néhány régi ház. Ezeknek lebontása és a helyükre, illetve a foghíjtelkekre az új házak felépítése csak az ünnepségek után valósult meg.

### Befejező építkezések a megnyitás után: 1897–1906
A nagykörúti építkezések befejezése egy egész évtizedig elhúzódott, és csak 1906-ra lehetett arról beszélni, hogy a Nagykörút teljesen kiépült. A befejező építkezések túlnyomó része a Ferenc és Lipót körutak végső kiépülését szolgálták, kisebbik hányad pedig a még ritkásan elszórt foghíjtelkek beépítésére törekedett.
Az átadás utáni 10 évben az építkezések száma a következőképpen alakult:
| 1897 | 1898 | 1899 | 1900 | 1901 | 1902 | 1903 | 1904 | 1905 | 1906 |
| 13   | 8    | 2    | 2    | 5    | 0    | 1    | 2    | 2    | 2    |

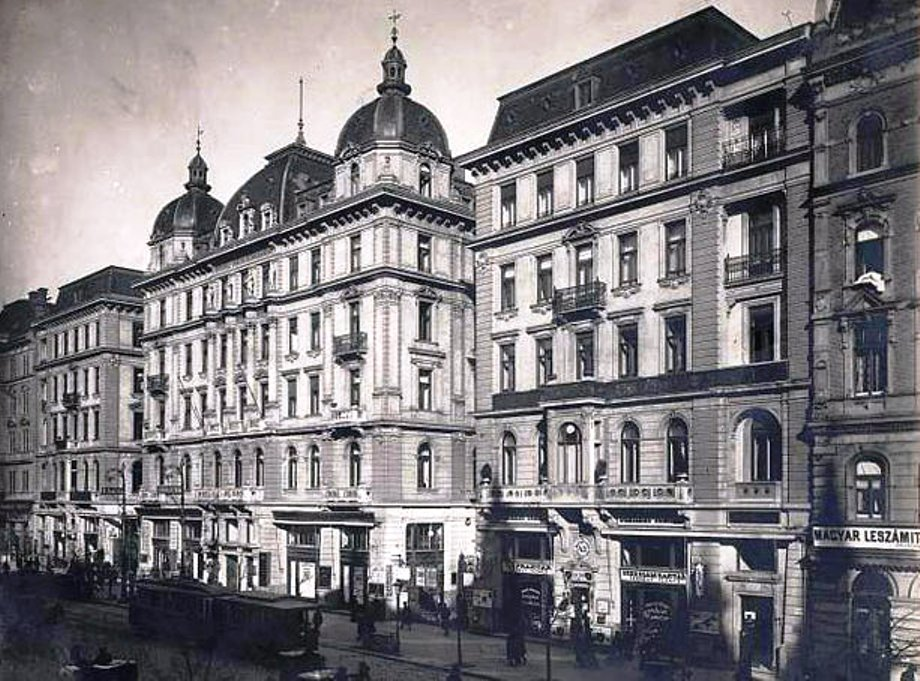
A Royal-szálló 1900-ban

A számokból látszik, hogy a befejező építkezések túlnyomó többsége az átadás utáni első években történt. Ennek oka az adómentesség 1898-ban történt megszűnésére vezethető vissza, az építtetők eddig az időpontig szerették volna legalább megkezdeni az építkezést.
1906 után a Nagykörúton egy telek maradt üresen, az Üllői út sarkán. Itt sokáig tenisz-, és jégpálya működött, majd 1927–28 ban felépültek a Corvin-házak, teljes beépítettséget adva a Nagykörútnak.
Az építkezések mértékét leginkább akkor lehet érzékelni, ha a elbontott 251 épület 507 078 légköbméterét összevetjük az újonnan épített, összesen 253 épület 4 669 240 légköbméterével. Látható, hogy a beépített térfogat több mint kilencszerese az elbontotténak, a környezet alapvetően változott meg, a falusias-kisvárosias részekből nagyvárosi főút lett.
A Nagykörúton az épületek többsége ma is áll, a körút utcaképét ma is az eredeti épületek határozzák meg. Közülük azonban számos épület az átalakítások folyamán ma már sem eredeti külső, sem belső kinézetét nem őrzi.

### Nagykörúti építkezések a későbbiekben

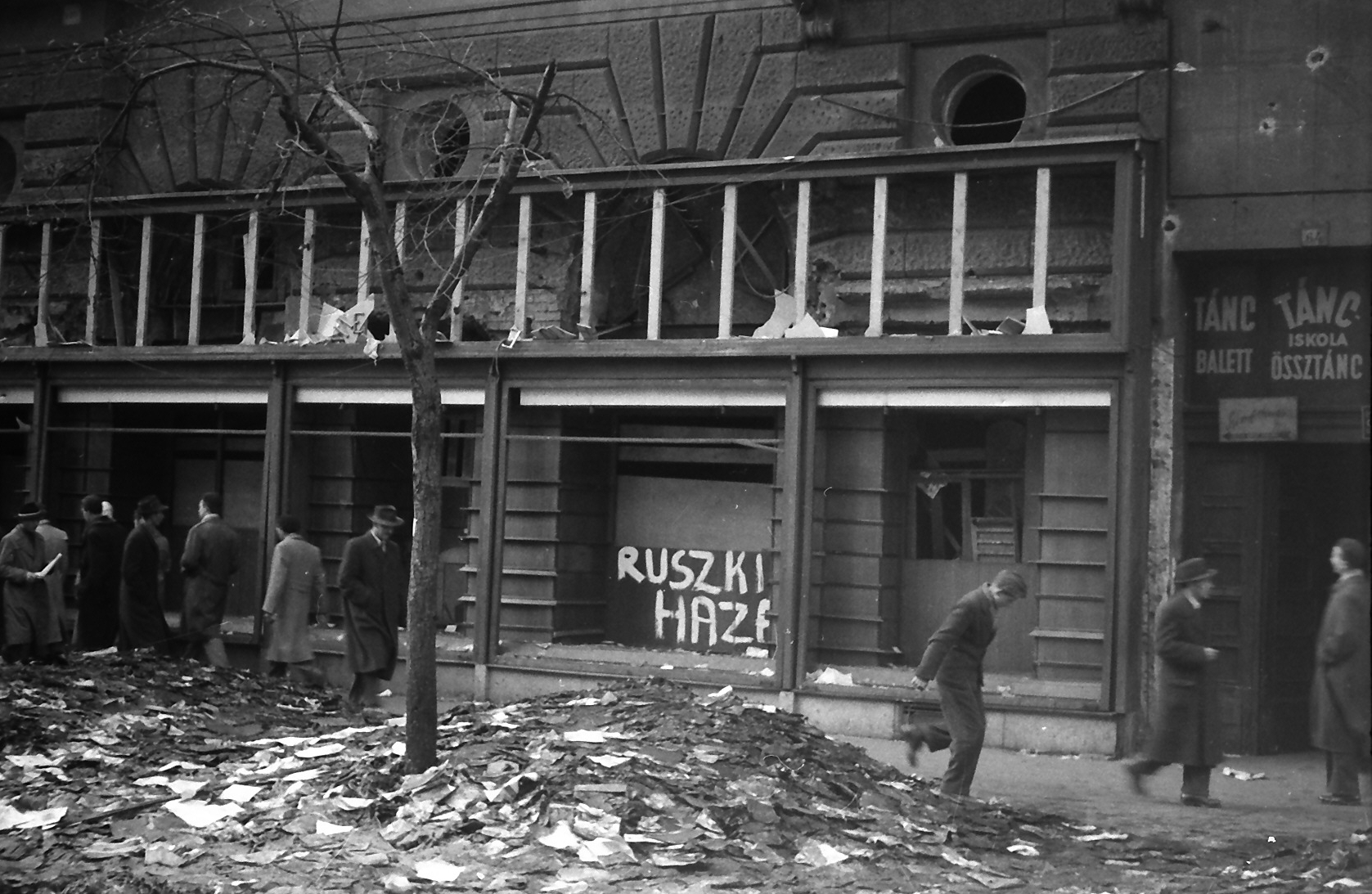
Teréz körút–Dohnányi Ernő utca sarkán álló épület 1956-ban

A második világháborúban, valamint az 1956-os forradalomban számos épület megsérült, a tatarozások során a díszítések egy része eltűnt, más épületeket lebontottak. Új épületek jelentek meg a körúton: a Lottóház, a forradalom alatt szétlőtt egyik Corvin-ház helyén épült társasház az Üllői út sarkán, a Madách Színház épülete az egykori Royal Orfeum helyén, valamint a Skála Metró.
A Blaha Lujza téren álló Nemzeti Színházat a metróépítés kapcsán felrobbantották, a mellette álló egykori, végső homlokzatát a negyvenes években elnyerő Sajtópalota a kétezres években szintén eltűnt. Helyén épült fel 2011-ben az Europeum, mely irodaháznak, üzleteknek és luxusszállodának ad otthont.
Másfelől viszont sok épületet állítottak helyre eredeti formájában.
1994–1996 között jelentős közmű és villamospálya-rekonstrukció történt. 2006-ban a megállókat is átépítették az újabb Combino típusú villamosokhoz, de a pályát csak 2009-ben újították fel hozzá. A 2010-es években újabb kisebb-nagyobb villamospályát érintő felújítások történtek.
2022-re a Blaha Lujza tér is megújult.

## A körút mint közösségi tér
Kiépülését követően a századfordulón a Nagykörút Pest előkelő főútvonalának számított, ahol elegánsabb üzletek, vendéglők, kávéházak és szállodák sorakoztak. A hajdani patinás nívó az évtizedek alatt azonban fokozatosan elkopott, az eleganciát idővel már csupán néhány szálloda képviselte, az üzletek és egyéb egységek, főleg a kommunizmus évtizedei alatt egyre hétköznapibbá váltak. A rendszerváltást követően felgyorsult a körút látványos elértéktelenedése, a 2000-es évekre csupa másod-, harmadvonalbeli üzletnek, étteremnek, gyorséttermeknek és kocsmának adott helyet, amelyek sokszor közönséges, igénytelen, harsány megjelenésükkel igyekeztek magukra vonni a figyelmet. Az igénytelen utcaképet rengeteg elhanyagolt, bezárt üzlet is csúfítja. Az ok egyéb gazdasági vonatkozások között a megváltozott vásárlási szokásokban is keresendő, miután több pláza épült a körút vonzáskörzetében is, amelyek parkolóhelyet is biztosítanak, ezekkel az utcai parkolások nehézségei és a szűkebb nyitvatartású kisebb üzletek nem tudták felvenni a versenyt. Néhány lezüllött közterületet hajléktalanok, lumpen elemek vettek birtokba, míg a környék szórakozóhelyeinek közönsége is hajlamos ittasan a vandalizmusra. A 2010-es években a VII. kerület Belváros közeli részén kibontakozó vigalmi negyed az Erzsébet körúton kocsmasor formájában ér véget. Külföldi példák tucatja bizonyítja, hogy egy történelmi városrészt is lehet korszerű, igényes kereskedelmi környezetté tenni. A közelmúltban a főváros, az érintett kerületek vezetése, továbbá a szakma (urbanisztikusok, városszociológusok, építészek) részéről számos innovatív ötlet, fejlesztési koncepció látott napvilágot. Egyebek mellett például a Budapesti Műszaki és Gazdaságtudományi Egyetem Középülettervezési Tanszéke is vizsgálta a környék arculati javíthatóságát.

## A körút budai oldala
A Nagykörút a Kiskörúttal ellentétben átér Budára és részben valóban körbe járható, de ehhez szükség volt a Ferenc körúthoz csatlakozó Petőfi híd (eredetileg Horthy Miklós híd) 1937-es átadására is, miután megkezdték az itt lévő Lágymányosi-öböl feltöltését. A budai oldal a pestivel szemben azonban tagolt maradt, nem alkotott egységes arculatot, ebben az akkor még nagyrészt fejletlen, beépítetlen környék és a budai oldal földrajzi szintkülönbségei is közrejátszhattak. A Nagykörút budai folytatásai a Margit hídtól Margit körút, Alkotás utca, majd Budaörsi út, a Petőfi hídtól pedig az Irinyi József utca, ezek között csak közvetett kapcsolat létesült Újbudán (korábban Szentimrevárosban) a Karinthy Frigyes út – Villányi út, illetve az Október 23. utca – Bocskai út – Karolina út vagy Nagyszőlős utca érintésével. A közvetlen kapcsolatot akadályozta a Margit körút és Alkotás utca közti Széll Kálmán tér, és az Alkotás utca és Budaörsi út találkozásánál kialakított BAH-csomópont, valamint a Déli pályaudvar környéken áthaladó pályaszakaszai is. A fejlődés azonban itt is elindult, 1976-ban az akkori Schönherz Zoltán utcában (a mai Október 23. utcában) nyílt meg a főváros első Skála áruháza, a Skála Budapest Nagyáruház, melynek helyén ma az Allee bevásárlóközpont áll. Számos villamos- és autóbuszjárat mellett a később épült M4-es metróvonal Újbuda-központ megállója is itt található.
Érdekesség, hogy a Horthy-rendszer az első világháború után 1941-ben a „magyar hősök” emlékének egy grandiózus épületegyüttest álmodott meg, amelyet Árkay Bertalan tervei alapján az Irinyi József utcába képzeltek el, mely ezután a Szent Korona útja nevet kapta volna. A tervezett épületekhez kapcsolódóan a mai Goldmann György térnél, a Petőfi híd budai hídfőjénél a légierőnek szánt emlékművet helyezték volna el, mely így a Vitézek tere nevet kapta volna. A tervekből csak az Árkay tervezte Irinyi József utca 31. szám alatti ház, más néven a „Gubernátor-ház” épült meg, mivel a háború után nem volt elegendő pénz a nagyszabású építkezés megvalósítására. Ezen felül is több elképzelés született a környék rendezésére, amelyek már az eredetileg Horthyról elnevezett Petőfi híd átadásakor kiírt pályázaton is indultak 1936-ban, azonban ezekből a tervekből sem lett semmi, leginkább a közben kitört második világháború miatt, utána pedig már egészen más szempontok szerint épült fel végül az ottani városrész.